# 데스티니 플러스
데스티니 플러스는 JAXA가 계획하고 있는 탐사선으로, 3200 파에톤을 탐사하는 소행성 탐사선이다. 목적은 소행성의 알베도, 분광형 등을 탐사하는 것이며, 2028년 엡실론 S을 사용해 우치노우라 우주공간 관측소에서 발사가 목표이다. 2024년 10월, 2028년으로 연기되었다.

## 장비
DDA:소행성의 먼지를 분석하는 질량분석기로, 목적은 소행성의 먼지를 분석해 소행성의 기원을 알아내는 것이다. DLR 및 스튜가트 대학교에서 제작했다.
TCAP:카메라로, 목적은 소행성의 모습을 찍어 소행성의 분광형을 알아내는 것이 목표이다. JAXA가 제작했다.
MCAP:분광기로, 목적은 소행성을 여러 빛으로 관측하여 여러 관측 사진을 찍는 것이다. JAXA가 제작했다.

## 발사
2028년 H3을 사용해 다네가시마 우주 센터에서 발사가 목표이다.

## 지원, 개발, 투자
- JAXA
- ISAS
- DLR
- 스튜가트 대학교
- 도쿄 대학교
- 도호쿠 대학교
- 미쓰비시 전기
- 미쓰비시 중공업

## 같이 보기
- 루시 (우주선)
- OKEANOS
- 오시리스-렉스
- 로제타 (우주선)